# بنجامين كورتيس
بنجامين كورتيس (بالإنجليزية: Benjamin Curtis)‏ هو موسيقي أمريكي، ولد في 23 سبتمبر 1978 في لوتون في الولايات المتحدة، وتوفي في 29 ديسمبر 2013 في نيويورك في الولايات المتحدة بسبب مرض.

## وصلات خارجية
- بنجامين كورتيس على موقع IMDb (الإنجليزية)
- بنجامين كورتيس على موقع ميوزك برينز (الإنجليزية)
- بنجامين كورتيس على موقع أول ميوزيك (الإنجليزية)
- بنجامين كورتيس على موقع ديسكوغز (الإنجليزية)